# Gerberga van Gulik
Gerberga van Gulik (± 925 - 995) was een dame uit de hoogste Europese adel die in de tweede helft van de 10e eeuw de echtgenote werd van Megingoz.
Zij was een dochter van Godfried van Gulik uit de familie van Matfrieden en Ermentrudis, mogelijk de oudste dochter van koning Karel de Eenvoudige, die ook koning van Lotharingen was, maar in 923 werd afgezet. Van vaderskant was zij een kleindochter van Gerard I van de Metzgau en Oda van Saksen, dochter van hertog Otto I van Saksen, de grondlegger van de macht der Ottonen. 
Rond 945 trouwde zij met Megingoz.  
Gerberga van Gulik stichtte de abdij van Vilich, ten noordoosten van Bonn. Zij stierf in 995. Megingoz stierf kort daarop, na 998.

## Kinderen
Samen met haar man Megingoz kreeg zij de onderstaande kinderen
- Godfried († 977), Op jonge leeftijd gesneuveld in een veldtocht tegen de Bohemen
- Ermentrude van Avalgouw (957), getrouwd met de veel oudere Heribert, graaf van de Kinziggouw, (Konradijnen)
- Adelheid (960/970, † 3 februari 1010/1021), abdis van Vilich
- Alberada
- Bertrada, († 1000), abdis in Keulen,